# Joan Carles Capdevila Torné
Joan Carles Capdevila és un music català. Llicenciat en Música Moderna i Jazz a l'Escola Superior de Música de Catalunya (ESMUC), és arranjador, compositor, cantant d'estudi, integrant de grups a capella i instrumentista en diverses formacions musicals. Treballa també en publicitat i doblatge, i exerceix la docència en el camp del teatre musical.
Ha col·laborat amb diversos artistes com Moncho, Ketama, Paulina Rubio, Pee Wee Ellis, Peret i Marcos Llunas i ha realitzat enregistraments per a pel·lícules de les companyies Disney i Warner Bros. És col·laborador en programes de televisió de la Productora Gestmusic Endemol, que inclou programes com Operación Triunfo, Vivo Cantando i Buscant La Trinca, entre d'altres.
Dins del vessant clàssic participa en formacions de cant coral, òpera, arranjaments i orquestració simfònica. Ha treballat en òperes com Aïda i Requiem de G. Verdi, Cavalleria Rusticana de P. Mascagny, Turandot de Puccini i orquestracions simfòniques per a la WDR Funkhausorchester (Köln - Germany), entre d'altres. També realitza cors per a bandes sonores de pel·lícules de Touchstone Pictures (Roger Rabbit), Walt Disney Pictures (El Rei Lleó 2 i 3, El Llibre de la Selva 2 ...) i Warner Bros (El Rei i Jo).